# Podișul Oltețului
Podișul Oltetului este o subunitate a Podișului Getic situată între Jiu și Olt și este străbătut de râurile Amaradia și Olteț. Structura sa petrografică conține gresii, argile, marne și pietrișuri.